# Cimetière de la ferme Tancrez
Le cimetière militaire de la ferme Tancrez ou Tancrez Farm Cemetery est un cimetière militaire britannique de soldats morts pendant la Première Guerre mondiale, situé dans le village belge de Ploegsteert. Le cimetière est situé à 2 250 m au sud-est du centre du village et à 900 m de la frontière avec la France. Elle a été conçue par Charles Holden avec la collaboration de William Cowlishaw et est entretenue par la Commonwealth War Graves Commission. Le site a une forme plus ou moins rectangulaire d'une superficie de 1 872 m2 et est délimité par un mur de briques. La Croix du Sacrifice se dresse directement à l'entrée dans une saillie devant le cimetière actuel.
Il y a 335 morts enterrés dont 6 soldats inconnus.

## Histoire
Ploegsteert était aux mains des Alliés pendant presque toute la guerre, ce n'est qu'entre le 10 avril et le 29 septembre 1918 qu'il fut occupé par les troupes allemandes lors de l'offensive de printemps allemande. Le cimetière faisait face à une ferme qui servait de poste de secours pendant la guerre. Il a été lancé en décembre 1914 et utilisé jusqu'en mars 1918 par les hôpitaux de campagne (ambulances de campagne) et les unités de combat.
Ils s'y trouvent 307 Britanniques (6 n'ont pas pu être identifiés), 19 Australiens, 3 Néo-Zélandais, 4 Sud-Africains et 2 Allemands. Un Special Memorial a été érigé pour un Britannique car sa tombe ne pouvait plus être localisée et on pense qu'il se trouve sous une tombe sans nom.

## Tombes

### Soldats distingués
- James Thompson-Hopper, lieutenant dans le Durham Light Infantry a reçu la Croix militaire (MC).
- W. Hoggart, sergent du King's Own (Royal Lancaster Regiment) a reçu la Distinguished Conduct Medal (DCM).
- Le sergent W. H. Silversides, le caporal A. Owen et le soldat M. Hodgson ont reçu la Médaille militaire (MM).

### Personnel militaire mineur
- JH Williams, soldat dans l'infanterie sud-africaine et Elias Ratcliffe, soldat dans le régiment du Cheshire n'avaient que 16 ans lorsqu'ils ont été tués au combat.
- J. Bohill, caporal dans les Royal Irish Rifles et T. Lyall, soldat dans le Durham Light Infantry n'avaient que 17 ans lorsqu'ils sont tombés au combat.

### Alias
- Le sergent John Philip Jones a servi sous le pseudonyme de John Philip Hardman dans l'infanterie australienne, AIF.
- Le sergent Francis De Cruz a servi avec le King's Own (Royal Lancaster Regiment) sous le pseudonyme de Frank Cruise.
- Le soldat Elias Ratcliffe a servi dans le Cheshire Regiment sous le pseudonyme de G. Griffiths.